# Spinepeira schlingeri
Spinepeira schlingeri är en spindelart som beskrevs av Levi 1995. Spinepeira schlingeri ingår i släktet Spinepeira och familjen hjulspindlar.
Artens utbredningsområde är Peru. Inga underarter finns listade i Catalogue of Life.